# 马里行政区划
马里行政區劃一級為區（region），二級為省（Cercle），三級為市鎮（Commune），至2016年止，共有1首都區，10個地區，58個省，市鎮703個。

## 區

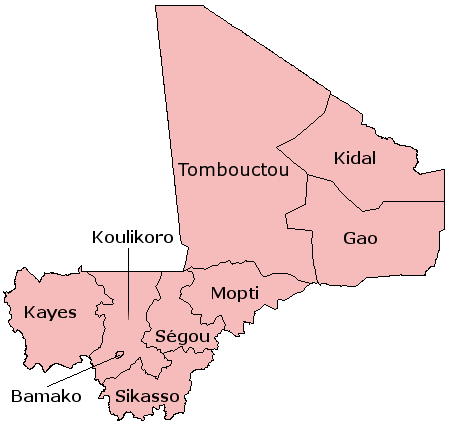
區（1991年～2016年）

- 巴马科首都区
- 加奥区（Région VII）
- 卡伊区（Région I）
- 基达尔区（Région VIII）
- 库利科罗区（Région II）
- 莫普提区（Région V）
- 塞古区（Région IV）
- 锡卡索区 (Région III）
- 通布图区（Région VI）
- 梅纳卡区（Ménaka）
- 陶代尼区（Taoudénit）